# Alex R. Hibbert
Alex R. Hibbert (* 4. Juli 2004 in New York City, New York) ist ein US-amerikanischer Kinderdarsteller.

## Leben
Seine erste Filmrolle erhielt Hibbert, der zuvor lediglich in einem Theaterprojekt seiner Schule mitgearbeitet hatte, in Moonlight von Barry Jenkins. Im ersten Drittel des Films spielt er als 12-Jähriger die Hauptfigur Chiron. Jenkins sagte über Hibbert, der zuvor keinerlei schauspielerische Erfahrungen gesammelt hatte, er sei kein Kinderdarsteller, sondern einfach ein Kind. Der Film wurde im Rahmen der Oscarverleihung 2017 als Bester Film ausgezeichnet. Als zunächst La La Land als Bester Film bekanntgegeben wurde, dann jedoch nach der Entdeckung eines Irrtums Moonlight die Auszeichnung erhielt, betrat Hibbert gemeinsam mit dem Filmstab und seinen Schauspielkollegen die Bühne. In der deutschen Fassung wurde Hibbert im Film von Oliver Szerkus synchronisiert.
Neben seiner Tätigkeit als Schauspieler arbeitete Hibbert als Model für die Herrenunterwäsche-Frühjahrskollektion 2017 von Calvin Klein. Hibbert erklärte in mehreren Interviews seine Leidenschaft für naturwissenschaftliche Fächer und nannte Andrew Garfield seinen Lieblingsschauspieler. In der Fernsehserie The Chi von Rick Famuyiwa spielte Hibbert in der Pilotfolge im Januar 2018 Kevin. Auch in dem im Februar 2018 gestarteten Marvel-Film Black Panther ist Hibbert am Ende in einem kleinen Gastauftritt zu sehen.

## Filmografie
- 2016: Moonlight
- 2018–2023: The Chi (Fernsehserie, 57 Folgen)
- 2018: Black Panther
- 2023: Story Ave
- 2023: The Graduates
- 2023: Good Burger 2

## Auszeichnungen
BET Awards
- 2020: Nominierung für den Young Stars Award[6]

Critics’ Choice Movie Award
- 2016 (Dez.): Nominierung als Bester Jungdarsteller (in Moonlight)
- 2016 (Dez.): Auszeichnung als Teil des Besten Schauspielensembles im Film Moonlight[7]

Gotham Independent Film Award
- 2016: Auszeichnung mit dem Special Jury Prize als Teil des Ensembles im Film Moonlight[8]

Independent Spirit Award
- 2016: Auszeichnung mit dem Robert Altman Award als Teil des Ensembles im Film Moonlight[9]

NAACP Image Award
- 2021: Nominierung als Bester Nachwuchsschauspieler in einem Fernsehfilm oder einer Miniserie (The Chi)[10]

Young Artist Award
- 2017: Nominierung als Bester Nebendarsteller in einem Spielfilm in der Kategorie Teen Actor im Film Moonlight[11]